# Іпідакрин

Структурна формула

Іпідакрин (9-Аміно-2,3,5,6,7,8-гексагідро-1H-циклопента [b] хінолін гідрохлорид) — синтетична антихолінестеразна лікарська речовина зі зворотньою дією.
Іпідакрин являє собою спільну розробку Всеросійського наукового центру безпеки біологічно активних речовин і Науково-дослідного і проектного інституту азотної промисловості та продуктів органічного синтезу кінця 1980-р.
Випускається під торговими назвами Нейромідин, Іпігрікс, Аміридин, Медіаторн, Аксамон, Параплексін, в Японії під назвою NIK-247.

## Фармакокінетика
- Після перорального прийому швидко всмоктується з травного тракту.
- Максимальна концентрація активної речовини досягається у плазмі крові через 1 годину після прийому.
- Із крові швидко надходить у тканини, і в стадії стабілізації у сироватці крові виявляється тільки 2 %, період напівелімінації ‒ 40 хвилин.
- На 40-55 % зв'язується з білками крові, адсорбується переважно з 12-палої кишки, меншою мірою — зі шлунка та кишечника.
- Елімінується через нирки та позаниркові механізми (біотрансформація, секреція з жовчю).
- Тільки 3,7 % препарату виділяється з сечею у незміненому вигляді, що свідчить про швидкий метаболізм в організмі.[1][2]

### Механізм дії
У ряді досліджень показано, що іпідакрин має властивості часткового агоніста М2-холінергічних рецепторів, що знаходяться в нервовій і серцевій тканинах.
А також в основі дії іпідакрина лежить комбінація двох молекулярних механізмів:
1.     блокади K та Na проникності мембран
Вплив на калієву проникність мембран — подовження періоду збудження в пресинаптичному волокні під час проходження нервового імпульсу забезпечує вихід великої кількості ацетилхоліну в синаптичну щілину. Іпідакрин блокує і натрієву проникність мембран, але істотно слабше, ніж калієву. Дію іпідакрина на натрієву проникність мембран частково пов'язують його слабкі седативні та анальгетичні властивості.
2.     інгібування ацетилхолінестерази
У холінергічних синапсах інгібування ацетилхолінестерази стає причиною ще більшого накопичення нейромедіатору у синаптичній щілині і посилення функціональної активності постсинаптичної клітини (скорочення, проведення збудження).
Слід також відзначити, що антихолінестеразний ефект іпідакрина відрізняється короткочасністю (20–30 хв.), у той час як блокада калієвої проникності мембран виявляється протягом 2 годин після введення препарату.

## Фармакодинаміка
У 1990 р. Іпідакрин дозволений до застосування як стимулятор пам'яті для лікування хвороби Альцгеймера та інших форм старечого недоумства, а також дітей із утрудненням навчання при мінімальній церебральній дисфункції. Іпідакрин був першим у світі медичним препаратом, офіційно дозволеним для лікування хвороби Альцгеймера.
В даний час є досвід застосування іпідакрину у відновлювальному періоді інсульту, травматичної хвороби головного мозку, при нейродегенеративних процесах,.
Іпідакрин ефективний при компресійно-ішемічних та травматичних ураженнях периферичних нервів та невропатії лицевого нерва. Призначення іпідакрину хворим з нейропатіями кінцівок на додаток до судинної терапії та призначення вітамінів групи В у дозі 40-80 мг на добу дозволило скоротити тривалість відновлювального періоду в середньому на 6,7 ± 2,1 дня.
Окремо слід зупинитися на можливостях застосування іпідакрину у хворих з невропатією лицевого нерва. Призначення антихолінестеразних препаратів, зокрема прозерину, часто пов'язане з небезпекою розвитку вторинних контрактур. В опублікованих дослідженнях, присвячених цьому питанню, у жодного хворого, який отримував іпідакрин у комплексній терапії в дозі 40-60 мг на добу, розвиток м'язових контрактур не відзначено.
Вивчалася ефективність іпідакрину у хворих на міастенію та синдром Ламберта-Ітона. Курсове призначення препарату часом супроводжувалося поліпшенням стану, тривалої ремісією захворювання. Порівняння ефекту від одноразового введення іпідакрину та прозерину показало, що іпідакрин починав діяти в середньому на 5–10 хвилин пізніше, його дія була слабшою, ніж у прозерину, але тривала довше — в середньому 3–5 годин. Прозерин закінчував свою дію через 2,0-2,5 години після введення. В цілому ефективність іпідакрину при лікуванні міастенії в монотерапії поступається класичним антихолінестеразним препаратам, що відображає вторинність інгібування ацетилхолінестерази в механізмах впливу іпідакрину
Застосувується іпідакрин у пацієнтів із дорсопатіями поперекового відділу хребта. На фоні призначення іпідакрину відмічено достовірне зниження ступеня вираженості больового синдрому, порушень поверхневої чутливості. Регрес больового та інших сенсорних симптомів, очевидно, пов'язані з блокадою К+/Na±каналів.

## Побічні ефекти
Найчастіше зустрічаються нудота, запаморочення, головний біль, сонливість, загальна слабкість, судоми, підсилене виділення секрету бронхів, підсилене слиновиділення, нудота, блювання, діарея, висипання, свербіж.
Побічні ефекти найчастіше виникають на початку терапії та проходять самостійно, або при зниженні дози.